# Harrison Bergeron – IQ Runner
Harrison Bergeron – IQ Runner (Harrison Bergeron) ist ein kanadischer Science-Fiction-Film aus dem Jahr 1995. Der Alternativtitel lautet I.Q. Runner – Aufstand der Untermenschen. Der Film basiert auf Kurt Vonneguts Kurzgeschichte Harrison Bergeron (1961) aus seiner Sammlung Welcome to the Monkey House.

## Handlung
Im Jahr 2053 sind die USA eine egalitäre Gesellschaft im Wortsinn. Der erste Artikel der neuen amerikanischen Verfassung besagt, dass die Menschen nicht gleich sind und es daher die Aufgabe des Staates sei, sie so zu machen. Alle Bürger, die von der festgelegten Durchschnittsnorm abweichen, werden gezwungen, Handicaps zu tragen.
Harrison Bergeron ist ein hochintelligenter junger Mann. Trotz eines sogenannten Nivellierungsringes – ein Gerät, das die Intelligenz vermindert – ist Harrison weiterhin „zu“ intelligent, und es droht ihm eine Gehirnoperation.
In dieser Situation findet er eine Freundin mit dem gleichen Problem und wird von deren Vater für das Fernsehen angeheuert, welches allerdings nur noch den Zweck hat, die Bevölkerung vom Denken abzuhalten. Sein Vorschlag, Bildungsfernsehen zu senden, wird abgelehnt, da die Gefahr besteht, dass dadurch wieder einige Kinder schlauer würden als die anderen.
Es stellt sich heraus, dass einige Menschen die Herrschaft über das Land haben, während selbst das Amt des Präsidenten durch eine Lotterie bestimmt wird – schließlich sollen alle gleich sein, da ist es auch egal, wer Präsident ist.
Letztlich „kapert“ Harrison den Fernseh-Sender, verbarrikadiert sich im Sendezentrum und überträgt längere Zeit Mozart und andere Klassiker, um den Leuten den Sinn von Schönheit wieder zu zeigen und ihnen klarzumachen, dass es gut ist, zu denken. Als die Polizei den Sender stürmt, wird Harrison scheinbar überredet, seinen Fehler wiedergutzumachen, indem er in einer weiteren Fernsehshow zugeben soll, dass alles frei erfunden war. Zum Ende der Show erschießt sich Harrison jedoch selbst und untermauert damit seine aufklärerische Absicht.
Am Ende des Films sieht man, dass seine Freundin ein Kind hat, welches offenbar von ihm stammt.
Die Freundin wurde der gefürchteten Hirnoperation unterzogen und ist jetzt genauso dumm wie der Durchschnitts-Amerikaner.
Das Kind jedoch schließt sich mit einem Freund im Zimmer ein und spielt ihm eine Aufnahme von Mozart vor – die Kinder lernen wieder, nachzudenken …

## Kritiken
TV Spielfilm beschrieb den Film als intelligente Satire und als preiswert produziert, doch ohne Billig-Gags.

## Auszeichnungen
1996 gab es Nominierungen in vier Kategorien bei den Gemini Awards, nämlich für Bruce Pittman für die beste Regie, Christopher Plummer als besten Nebendarsteller, Susan Longmire für das beste Production Design und den besten Sound.